# 穂富山城守
穂富 山城守（ほとみ やましろのかみ、生年不詳 - 天正12年（1584年））は、戦国時代の武将。

## 略歴
豊臣秀次から軍師と仰がれた人物。天正12年（1584年）小牧・長久手の戦いでは敵を察知し、陣を整えるよう秀次に提言した（白山林の戦い） 。しかし徳川軍の急襲を受け岡本彦三郎らとともに討死した。